# 윤사련
윤사련(尹詞煉, 1981년 ~ )은 대한민국 출신의 아마 바둑 기사이다.  아버지 前 윤기현 九단이다.

## 약력
1991년 서울가동초 재학시절 같은 해 일본에 귀국하여 이후 국내에서 귀국하여 아마 바둑으로 활동 중이다. 2000년 제19회 전국대학 바둑패왕전에서 우승했다.